# Ангела Стахова
Ангела Стахова (на горнолужишки: Angela Stachowa) е горнолужишка депутатка в германския Бундестаг и писателка на произведения в жанра драма и детска литература. Пише произведенията си на немски и горнолужишки език.

## Биография и творчество
Ангела Стахова, с рожд. име Ангела Мерчинк, е родена на 16 август 1948 г. в Прага, Чехословакия, в семейството на серболушкия писател, журналист и общественик Юрий Мерчинк. През 1967 г. получава бакалавърска степен. В периода 1967 – 1969 г. е доброволец в редакция на горнолужишкия вестник „Serbske Nowiny“. После постъпва в Техническия университет в Дрезден, който завършва през 1972 г. със специалност инженер по електротехника и електроника.
След дипломирането си, в периода 1973 – 1976 г. работи като младши научен сътрудник в административния отдел на университета „Карл Маркс“ в Лайпциг. От 1976 г. започва да се занимава със свободна литературна дейност, като пише публицистика в различни сърболужишки и немски периодични издания.
От 1972 до 1989 г. е член на Германската единна социалистическа партия. Била е депутат от Ландстага на Саксония. От 20 декември 1990 г. до 10 ноември 1994 г. е депутат в германския Бундестаг от Саксония в листата на Партията на демократичния социализъм, но по време на мандата става независим депутат. След обединението на Германия се премества в Берлин.
Първата ѝ повест е публикувана през 1974 г. на горнолужишки език. Първият ѝ сборник с разкази „Stunde zwischen Hund & Katz“ (Час между куче и котка) е издаден през 1975 г.
За литературното си творчество е отличена с литературната награда на сърболушката културно-обществената организация „Домовина“. Удостоена е с литературната награда на град Лайпциг и със златен медал „Йохан Готфрид Хердер“.
Ангела Стахова живее със семейството си в Лайпциг.

## Произведения
- Stunde zwischen Hund & Katz (1975) – сборник с разкази
- Geschichten für Majka (1978) – сборник с разкази
- Annalinde und das Feuermännchen (1981)
- Kleine Verführung (1982)
- Acht Tage Abschied (1987)
- Słónčna róža Marhata (1996)
- Lilow a knjez Handrik (1997)
- Jank ze žołtym kłobukom (2000)
- Vineta (2002)